# Charles Vignoles
Charles Blacker Vignoles (Woodbrook, 31 maggio 1793 – Hythe, 17 novembre 1875) è stato un ingegnere ferroviario britannico, noto per le rotaie che da lui prendono nome.

## Biografia

### Infanzia
Nacque nella contea di Wexford, in Irlanda. Rimasto orfano in tenera età, fu condotto in Inghilterra e allevato dal nonno, professore di matematica all'accademia militare di Woolwich. Studiò matematica e giurisprudenza e iniziò la carriera di avvocato, che tuttavia decise di abbandonare nel 1813.

### Carriera militare e l'avventura americana
Charles riceveva una pensione militare come orfano. Entrò nell'Accademia militare di Sandhurst come allievo privato di Thomas Leybourn, uno degli insegnanti dell'accademia, che era anche custode di Mary Griffiths, con cui Charles si fidanzò segretamente.
Nel 1814 fu ingaggiato nel reggimento dei Royal Scots, prestando servizio a Bergen op Zoom e quindi in Canada. Fu promosso tenente nel 1815 e, dopo un periodo di servizio in Scozia, a Valenciennes divenne aiutante di campo del generale Sir Thomas Brisbane sotto il comando del Duca di Wellington durante la Guerra d'indipendenza spagnola.
Al termine della guerra, fu messo a mezza paga nel 1816, anche se rinuncerà formalmente al suo ingaggio solo nel 1833.
Tornò in Inghilterra e il 13 luglio 1817 sposò Mary Griffiths ad Alverstoke nello Hampshire e si imbarcò per gli Stati Uniti. Aveva l'intenzione di arruolarsi nell'esercito di Simón Bolívar, invece divenne l'assistente di un ingegnere del genio civile di Charleston nella Carolina del Sud. Nel 1821 divenne ingegnere comunale di St. Augustine in Florida e nel 1823 pubblicò una mappa della Florida e il libro Observations on the Floridas.
Ad ogni modo la sua situazione finanziaria era problematica e nel 1823 tornò in Gran Bretagna, dove morì il nonno.

### Ingegnere ferroviario

#### Gli anni venti
Trovò lavoro come assistente di James Walker, che era ingegnere per i Docks di Londra. Scrisse alcune voci per l'Encyclopaedia Metropolitana. Aprì quindi un suo ufficio a Hatton Garden, dove impiegò tre assistenti.
Nel 1825 fu invitato dalla famiglia di George Rennie a lavorare per l'erigenda ferrovia tra Londra e Brighton e per il progetto della ferrovia tra Liverpool e Manchester, quest'ultima dopo la bocciatura del progetto di George Stephenson da parte del Parlamento del Regno Unito.
Vignoles si trasferì a Liverpool, dove rimarrà per quindici anni. La sua esperienza di ingegnere e la sua formazione legale lo misero in grado di presentare chiaramente il progetto delle nuove linee ferroviarie in Parlamento e l'approvazione della linea fra Liverpool e Manchester continuò a dargli lavoro.
Nel 1826 Vignoles si recò nell'isola di Man per conto del governo e successivamente gli furono commissionate opere di rinforzo del canale di Oxford.
Nel 1829 assistette John Braithwaite e John Ericsson nel progetto della locomotiva Novelty che partecipò alla competizione nota come Rainhill Trials. Nel 1830 sempre con Braithwaite ed Ericsson brevettò un metodo per superare forti pendenze con le rotaie.

#### Gli anni trenta
La sua esperienza gli permise di affrontare progetti più importanti, fra cui quelli di nuove ferrovie in Irlanda, a partire dalla prima ferrovia irlandese fra Dublino e Dún Laoghaire (1832–1834), costruita inizialmente con lo scartamento inglese di 4' 8 1/2" (1435 mm) e successivamente estesa fino a Dalkey con una ferrovia pneumatica. Fra il 1836 e il 1838 fu ingegnere della Commissione reale delle ferrovie irlandesi.
Nel 1836 raccomandò l'uso, per la ferrovia tra Londra e Croydon, di una rotaia con un piede allargato, che era stata inventata dallo statunitense Robert Livingston Stevens nel 1830, che fu poi chiamata rotaia Vignoles. Divenne popolare in Europa, ma in Gran Bretagna e in Irlanda non fu usata che a partire dal XX secolo.
Nello stesso tempo fu responsabile della ferrovia fra Nottingham, Derby, Leicester e Rugby, che fu aperta nel 1839.

#### Gli anni quaranta
Divenne professore di ingegneria civile allo University College, di Londra. Promosse e costruì ferrovie pneumatiche e diede consigli per lo sviluppo delle ferrovie del Regno di Württemberg (1843). La corsa alle ferrovie del 1844-1846 fece la sua fortuna.
Era ingegnere per la ferrovia pneumatica di Dalkey, che fu inaugurata nel 1843.
Nel 1846 fu impiegato nella costruzione del ponte delle Catene di Kiev sul fiume Dnepr: lungo 776 metri, all'epoca era il più lungo ponte di questo genere in Europa. Dal 1847 al 1853, quando il ponte fu terminato, visse in Ucraina.
Tornò comunque in Inghilterra in diverse occasioni. La prima moglie Mary Griffiths era morta nel 1834 e nel 1849 sposò Margaret Hodge nella chiesa di Saint Martin-in-the-Fields.

#### Gli anni cinquanta
Dopo la costruzione del ponte di Kiev, collaborò ad alcuni progetti inglesi come la ferrovia fra Londra, Chatham e Dover (1855–1864). Comunque la maggior parte della sua attività si sviluppò all'estero con la ferrovia del Taunus tra Francoforte sul Meno, Wiesbaden e Colonia e la ferrovia occidentale in Svizzera.
La Wiesbadener Eisenbahngesellschaft lo incaricò di altri progetti nel Ducato di Nassau fra il 1853 e il 1856, per la costruzione della ferrovia renana di Nassau da Wiesbaden a Oberlahnstein.
Fra il 1857 e il 1864 fu ingegnere per la linea fra Tudela e Bilbao in Spagna. Nel 1860 lavorò alla linea tra Bahia e il fiume São Francisco in Brasile.

### Gli ultimi anni

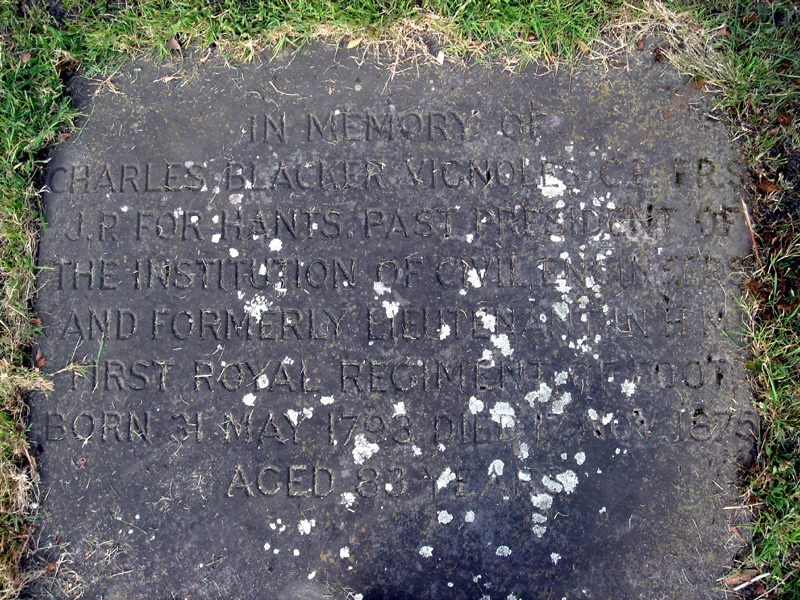
Monumento funebre al cimitero di Brompton a Londra

Vignoles si ritirò dall'attività nel 1863 e si trasferì a Hythe, vicino a Southampton nel 1867.
Mentre tornava da una visita a Londra, ebbe un infarto e morì il 17 novembre 1875. Fu sepolto al cimitero di Brompton a Londra, il 23 novembre.

## Onorificenze
Divenne membro dell'Institution of Civil Engineers nel 1827 e suo 15º presidente nel 1869. Divenne socio della Royal Astronomical Society il 9 gennaio 1829.
Nel 1855 fu nominato socio della Royal Society.